# Pollex flax
Pollex flax là một loài bướm đêm thuộc họ Erebidae. Nó được tìm thấy ở miền bắc Sulawesi.
Sải cánh dài khoảng 11 mm. 